# 새엄마 (1963년 영화)
"새엄마"(The Stepmother)는 한국에서 제작된 강대진 감독의 1963년 멜로/로맨스, 드라마 영화이다. 김진규 등이 주연으로 출연하였고 정병준 등이 제작에 참여하였다.

## 출연

### 주연
- 김진규
- 엄앵란
- 강신성일

## 기타
- 조명: 고해진
- 미술: 홍성칠